# Tulipa suaveolens
Espèce
Classification APG III (2009)
Tulipa suaveolens ou Tulipa schrenkii, la Tulipe de Schrenk, est une espèce de plantes herbacées de la famille des Liliaceae. Elle est originaire de la steppe eurasienne. 
C'est la principale espèce sauvage parente de Tulipa × gesneriana, la Tulipe cultivée des jardins, et parfois considérée comme faisant partie de la même espèce.

## Description
La plante en fleur mesure le plus souvent 30 à 40 cm de hauteur, mais cela varie en fonction des habitats et des écotypes. 
La fleur mesure habituellement 5 à 7 cm en hauteur. Comme pour la plupart des tulipes, le périanthe est constitué de six tépales identiques : un calice de trois sépales et une corolle de trois pétales. 
Cette espèce a la particularité de présenter une grande variété de couleurs à l'état sauvage : essentiellement le rouge et le jaune, ainsi que des tons mauves (rose clair à violet) et le blanc. Les tulipes bicolores voire tricolores sont minoritaires mais communes, on les trouve très facilement dans la nature. Il existe une forme répandue avec les contours des tépales qui sont d'une autre couleur que leurs parties centrales (pour cette forme, toutes les associations de couleurs sont possibles, par exemple rouge à contours jaunes ou jaune à contours rouges) ; ces contours variant du très fin au très large (ne laissant parfois qu'une tâche longitudinale au centre du tépale pour l'autre couleur) et sont parfois doubles. Une partie des tulipes ont un peu de jaune à la base des tépales, plus ou moins étendu, mais c'est facultatif. Des taches noires sont également parfois présentes à la base de la face interne des tépales, bien que la plupart n'en ont pas. Les tulipes aux couleurs rayées, marbrées ou flammées sont assez souvent le résultat d'un virus de la mosaïque, qui peut être fréquent dans les populations sauvages de tulipes, mais il peut aussi s'agir de caractéristiques génétiques. Les tulipes orange sont en fait bicolores, car lorsqu'on les regarde de plus près elles combinent du rouge et du jaune de diverses manières. La forme des tépales peut aussi fortement varier, leurs extrémités sont plus ou moins anguleuses à pointues, ou arrondies. Cette singulière variabilité naturelle, aux combinaisons infinies, est à l'origine de l'engouement des collectionneurs des siècles passés pour cette espèce. 
Elle est dotée d'un parfum léger et suave, mais variable lui aussi.

## Distribution
En Europe de l'Est, elle est particulièrement abondante dans les provinces qui entourent la mer d'Azov, dans le sud et l'est de l'Ukraine, en Crimée, et dans une vaste partie du sud-est de la Russie d'Europe, butant au sud sur les premières élévations du Caucase. Son aire de répartition monte ensuite au Nord-Est jusqu'aux contreforts méridionaux de l'Oural (elle est abondante dans l'oblast d'Orenbourg), puis s’étend vers l'Est, dans le nord du Kazakhstan et le sud de la Sibérie. Les populations signalées à l'ouest de la Chine appartiennent peut être à une autre espèce apparentée. Elle est également présente ponctuellement au nord-ouest de l'Iran et en Azerbaïdjan. Elle est introduite localement en Turquie.

## Habitat
Cette tulipe sauvage est surtout inféodée à la steppe eurasienne, où elle peut fleurir très densément et à perte de vue les prairies naturelles au printemps. Elle fleurit en même temps que Tulipa sylvestris, Iris pumila, Adonis vernalis, des petites jacinthes de Pallas (Hyacinthella pallasiana), qui partagent généralement son habitat. Elles sont ensuite suivies de près par Paeonia tenuifolia. Elle est également présente dans les milieux semi-arides des régions bordant la mer Caspienne. Elle est plutôt calcicole et colonise aussi les pentes rocailleuses calcaires. Elle ne monte pas au delà de 600 mètres d'altitude.

## Liens avecTulipa×gesneriana
C'est une espèce très proche de Tulipa × gesneriana, la principale tulipe cultivée historiquement en horticulture, et elle est parfois classée dans la même espèce. Tulipa suaveolens est probablement la principale espèce parente de cet hybride complexe. En effet, on sait que le sultan Sélim II avait importé près de 300 000 bulbes en provenance de Crimée, vraisemblablement de cette espèce qui est très présente à l'état sauvage dans les steppes de cette région, et qui faisait déjà l'objet de collections par les aristocraties locales. Avec ces bulbes il constitua une collection de tulipes dans les jardins du palais de Topkapi à Istanbul, où elles se sont mélangées et hybridées avec d'autres espèces très proches également présentes dans la collection. Et c'est à partir de bulbes provenant au départ de cette collection que les Hollandais ont ensuite créé à partir de la fin du XVIe siècle, par croisements et sélection artificielle, une grande partie des variétés horticoles connues aujourd'hui, qu'on rassemble sous le nom de Tulipa × gesneriana. En retournant à l'état sauvage en Europe de l'Ouest, Tulipa × gesneriana a aussi engendré des variétés messicoles, qui ont été considérées comme des espèces différenciées jusqu'à un passé récent. 
D'autres variétés de tulipes horticoles ont également été créées en Hollande indépendamment et spécifiquement à partir de Tulipa suaveolens peu ou pas hybridée, importée éventuellement par l'intermédiaire des Ottomans ou directement depuis l'Europe de l'Est dès le XVIe siècle. Et c'est à partir de ces cultivars d'Europe occidentale que Roth a décrit pour la première fois l'espèce en 1794, ayant su les distinguer des cultivars de Tulipa gesneriana, décrite par Linné en 1753. Le nom de suaveolens vient du parfum suave de ces tulipes, qui sont parfois appelées "tulipes odorantes" en horticulture, les différenciant des cultivars de Tulipa × gesneriana qui sont peu ou pas odorants, entre autres différences. Il faudra attendre 1873 pour que l'espèce soit décrite par Regel sous sa forme sauvage, sous le nom de Tulipa schrenkii ou Tulipa gesneriana subsp. schrenkii (cette hésitation s'est perpétuée jusqu'à récemment), et plus longtemps encore pour que la synonymie avec Tulipa suaveolens soit établie.

## Statut
Du fait de la céréaliculture dans de vastes parties de la steppe eurasienne, ayant causé la disparition de la majeure partie de cet habitat, les tulipes sauvages ont beaucoup régressé, bien que leurs populations occupent encore d'immenses surfaces dans certaines régions. Les formes et les couleurs les plus rares sont recherchées par les collectionneurs et leur récolte pour le commerce peut ainsi faire disparaitre ces formes dans leur habitat. Cette espèce est protégée en Russie, en Ukraine et au Kazakhstan, il est donc interdit dans ces pays de la cueillir, de récolter ou de vendre ses bulbes.

## Synonymes
- Tulipa schrenkii Regel (baptisée ainsi d'après Alexander von Schrenk).
- Tulipa gesneriana est aussi fréquemment employé en synonyme.

## Galerie

Tulipa suaveolens à l'état sauvage dans son habitat naturel
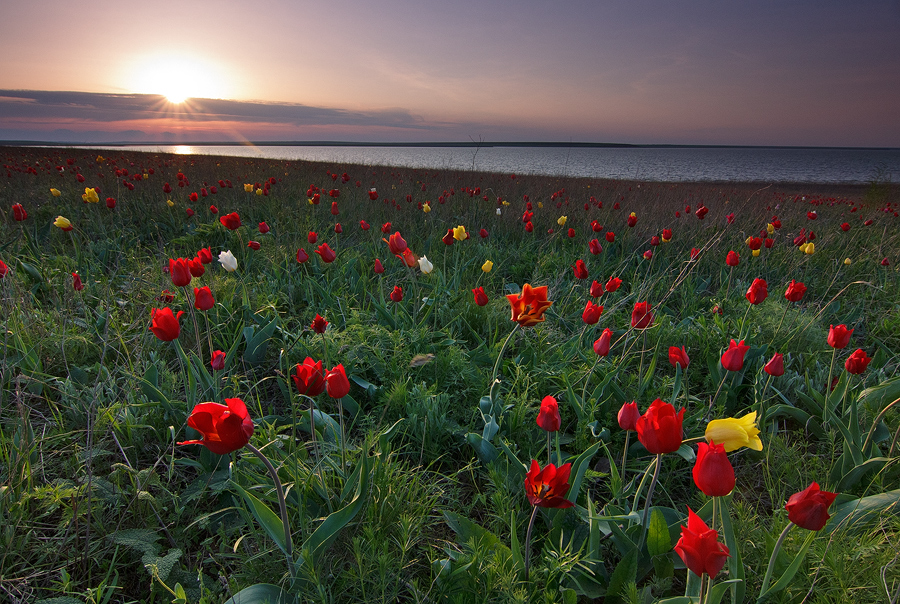
Dans une réserve naturelle bordant le lac Manytch-Goudilo, en Kalmoukie, Russie.
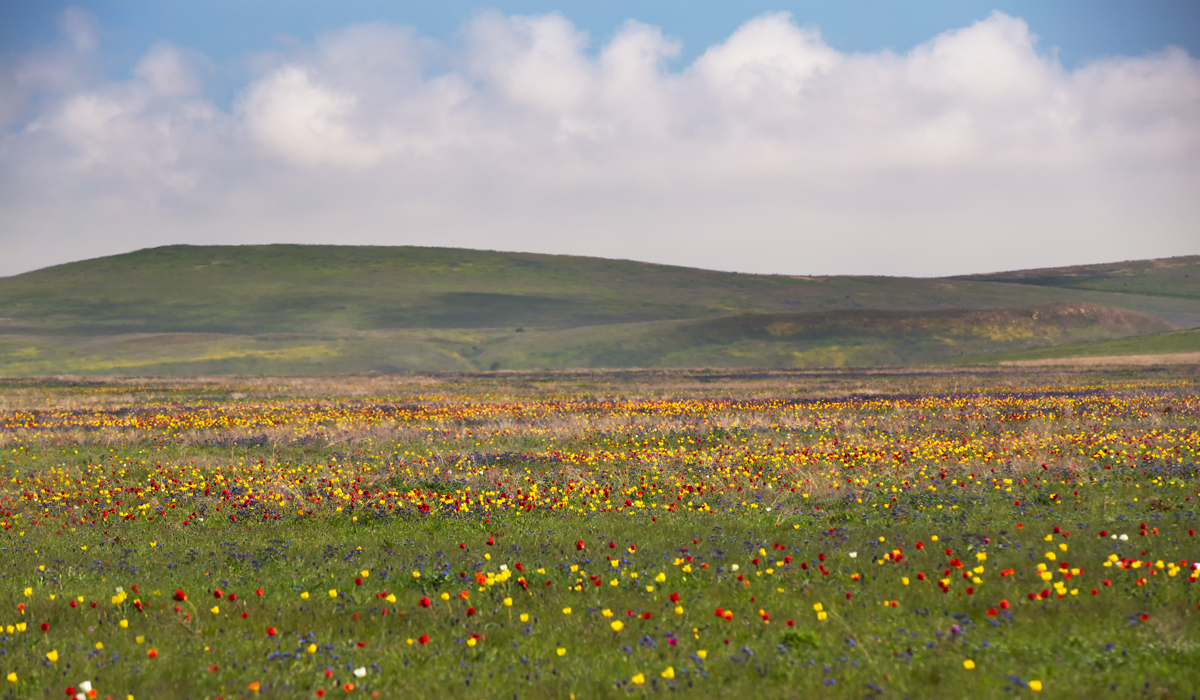
Dans la steppe de Crimée, péninsule de Kertch.
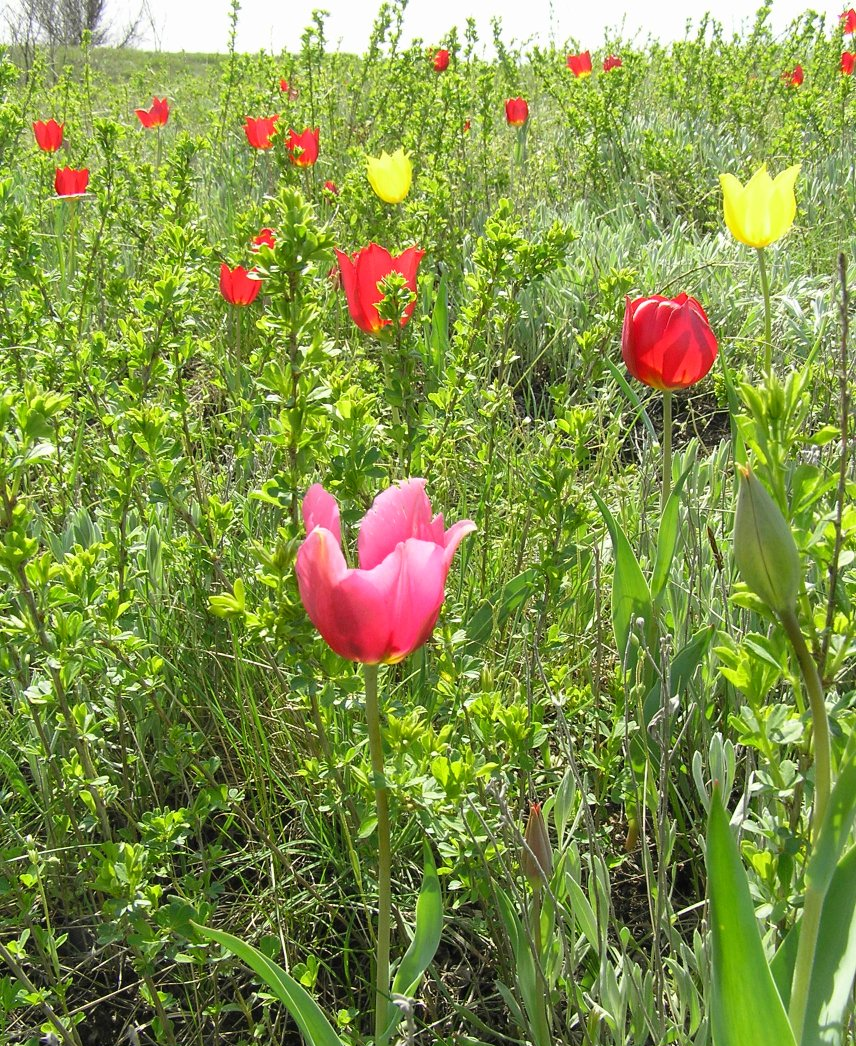
Dans une réserve de l'oblast de Louhansk, Ukraine.
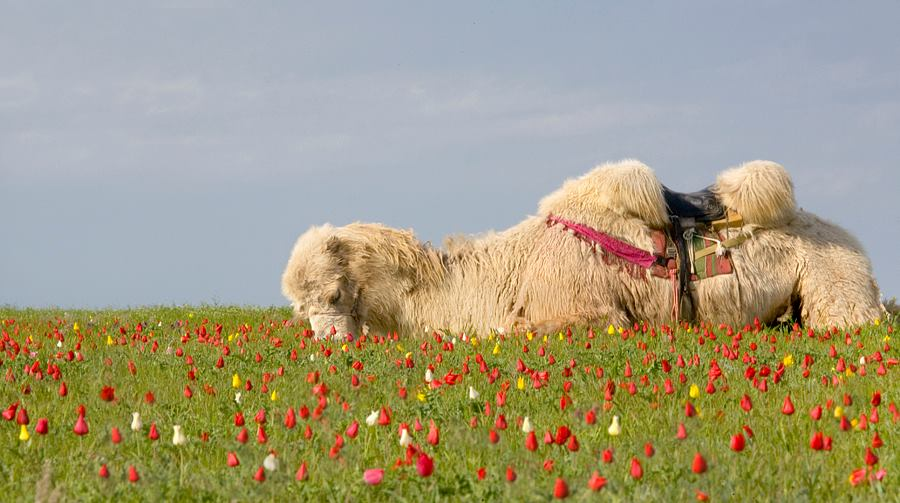
Un chameau de Bactriane se reposant au printemps dans la steppe de Kalmoukie, Russie.
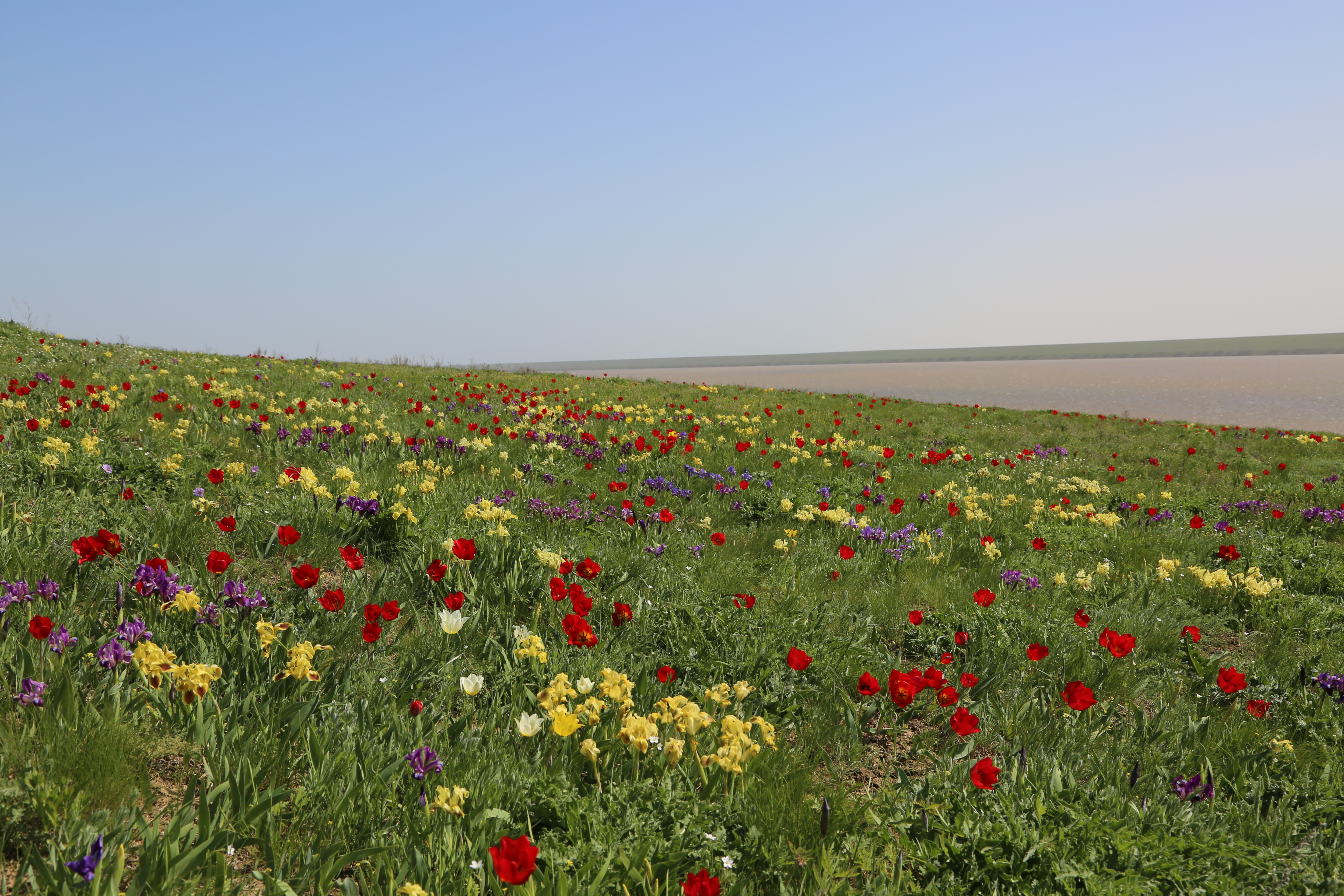
Iris pumila fleurit en même temps, contribuant à multiplier les couleurs de la steppe au printemps. Oblast de Rostov, Russie.
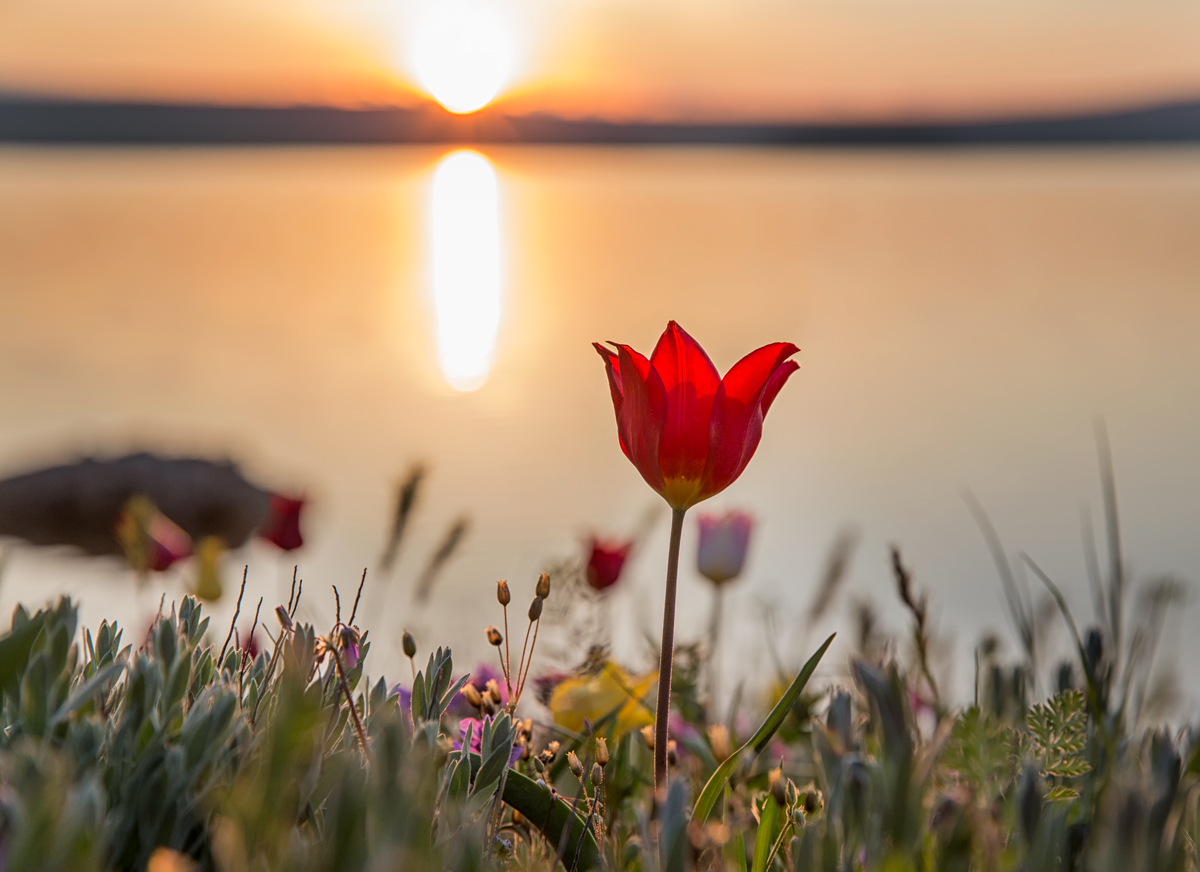
Un spécimen rouge en Crimée
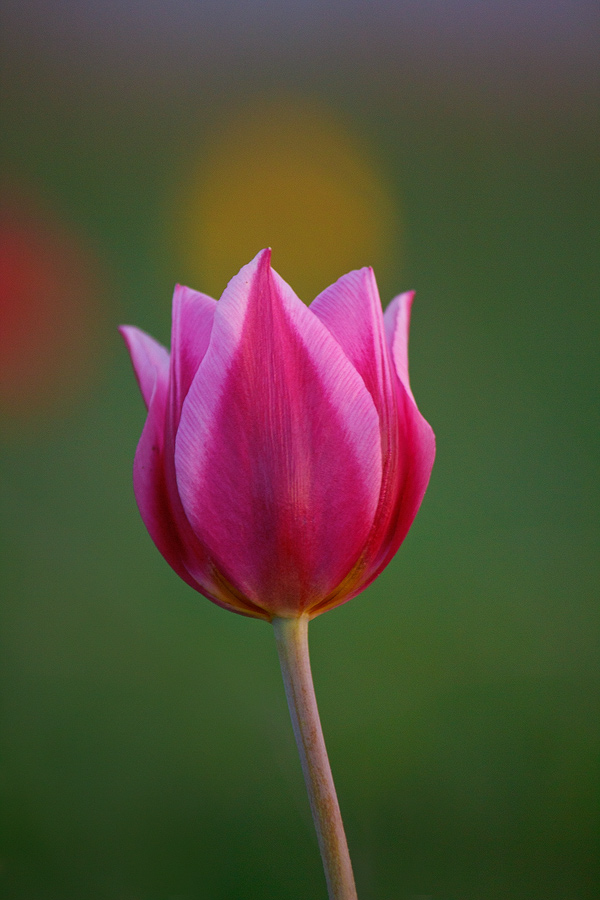
Spécimen sauvage mauve et rose, commun, lac Manytch-Goudilo.
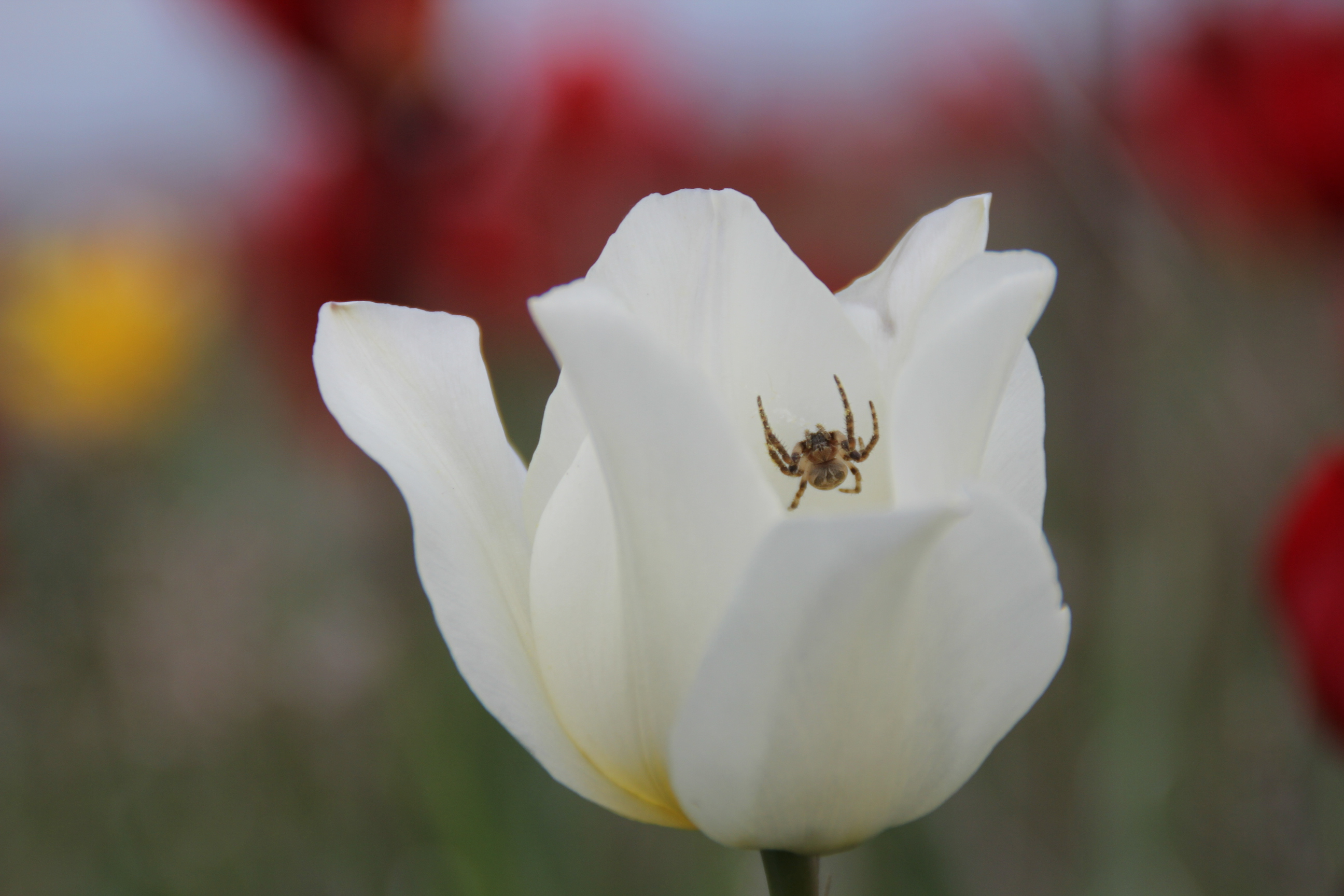
Spécimen blanc, lac Manytch-Goudilo.
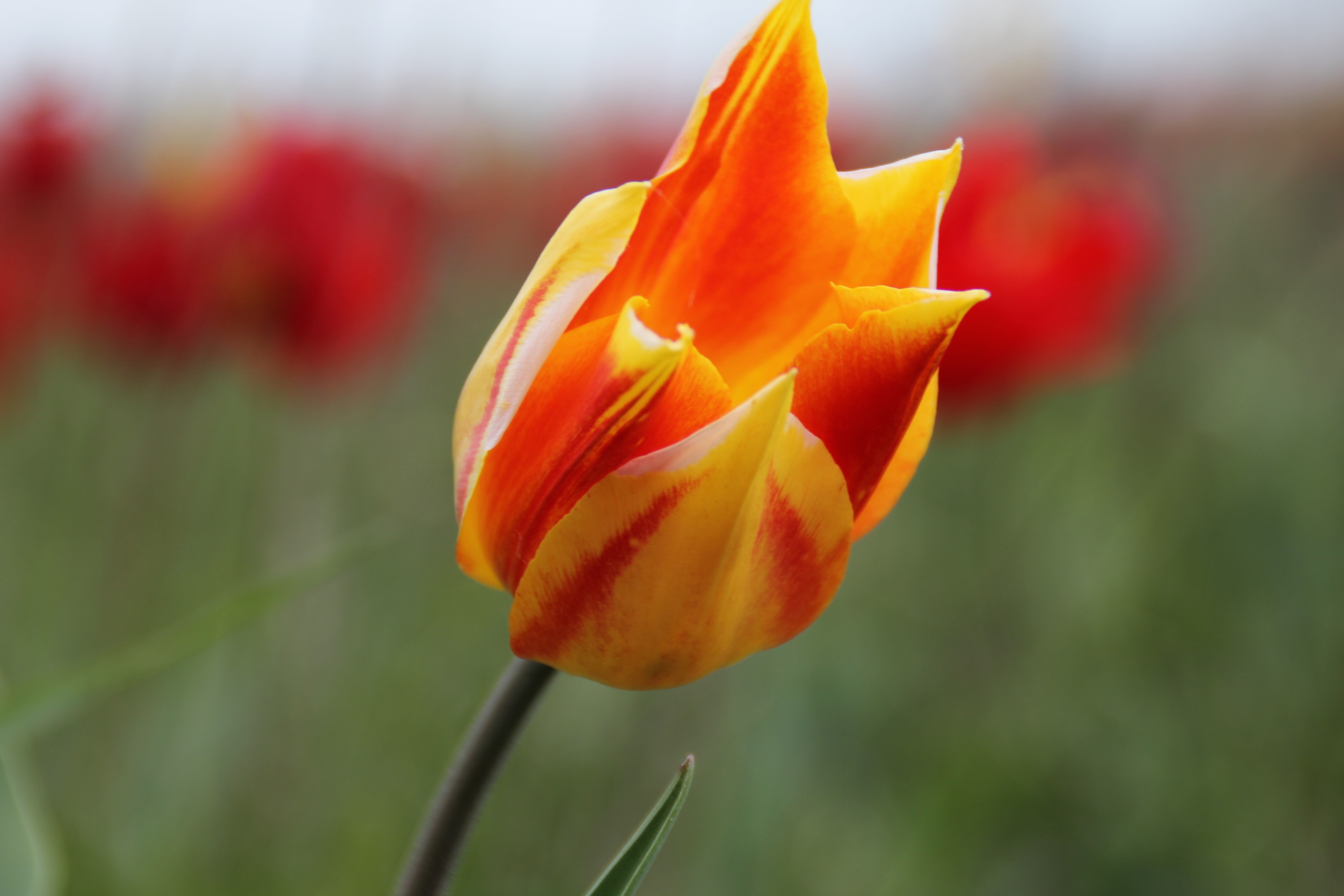
Spécimen mêlant jaune et rouge, également commun, lac Manytch-Goudilo.
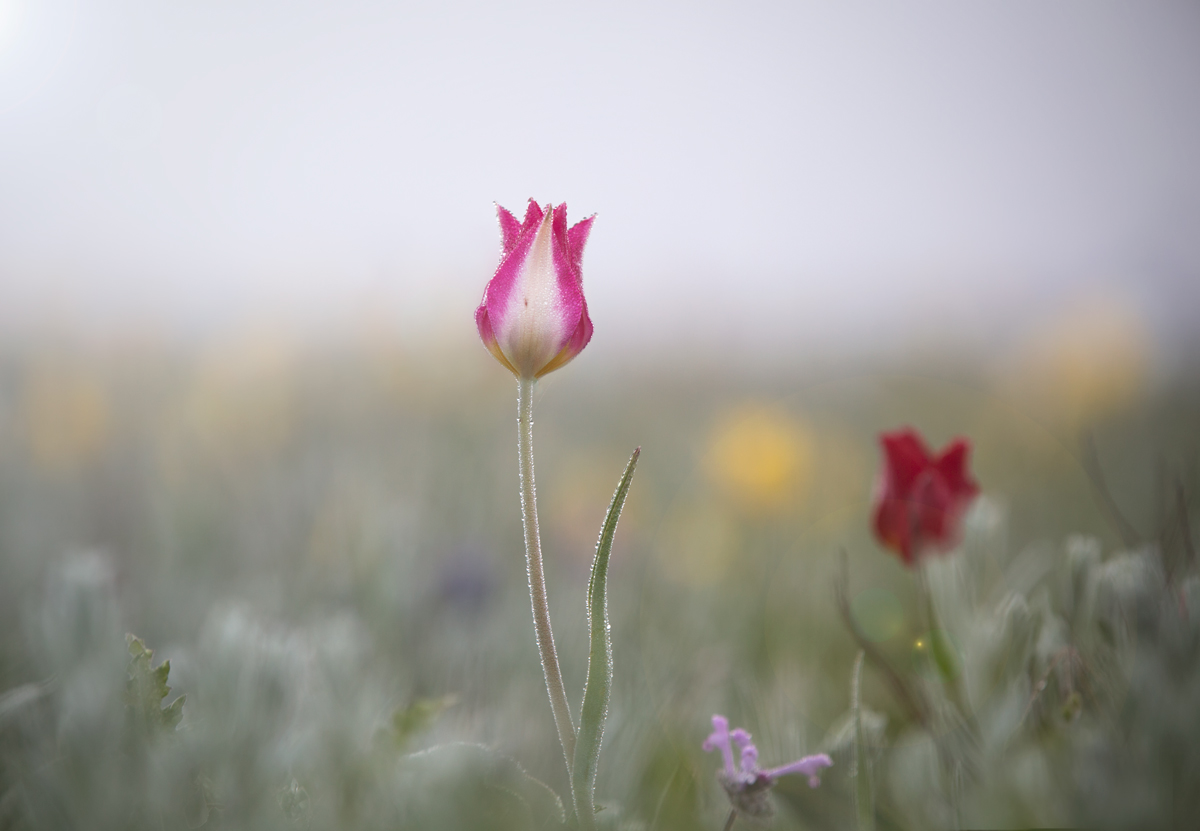
Un spécimen sauvage blanc et rose en Crimée.
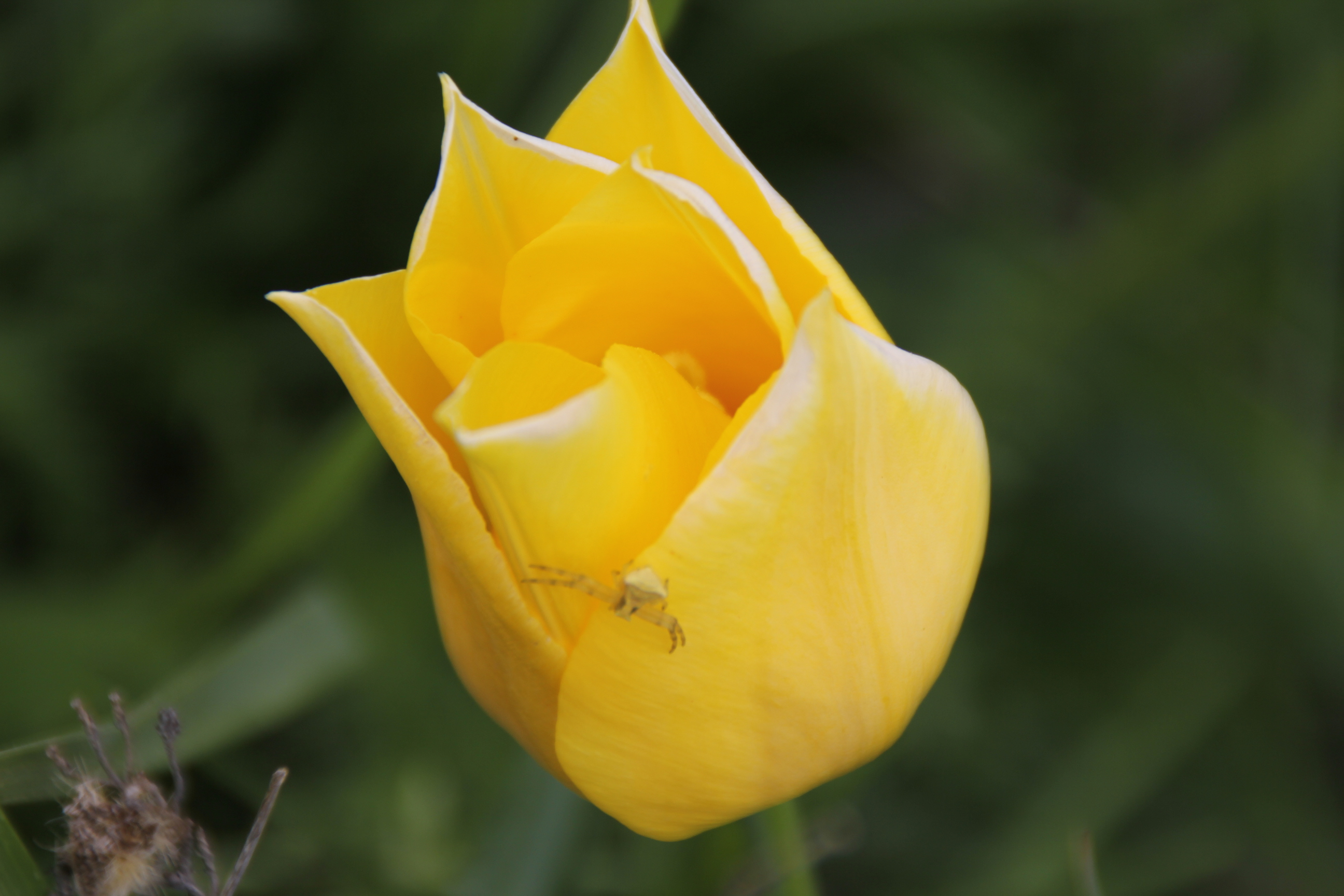
Spécimen jaune à fins contours blancs, lac Manytch-Goudilo.
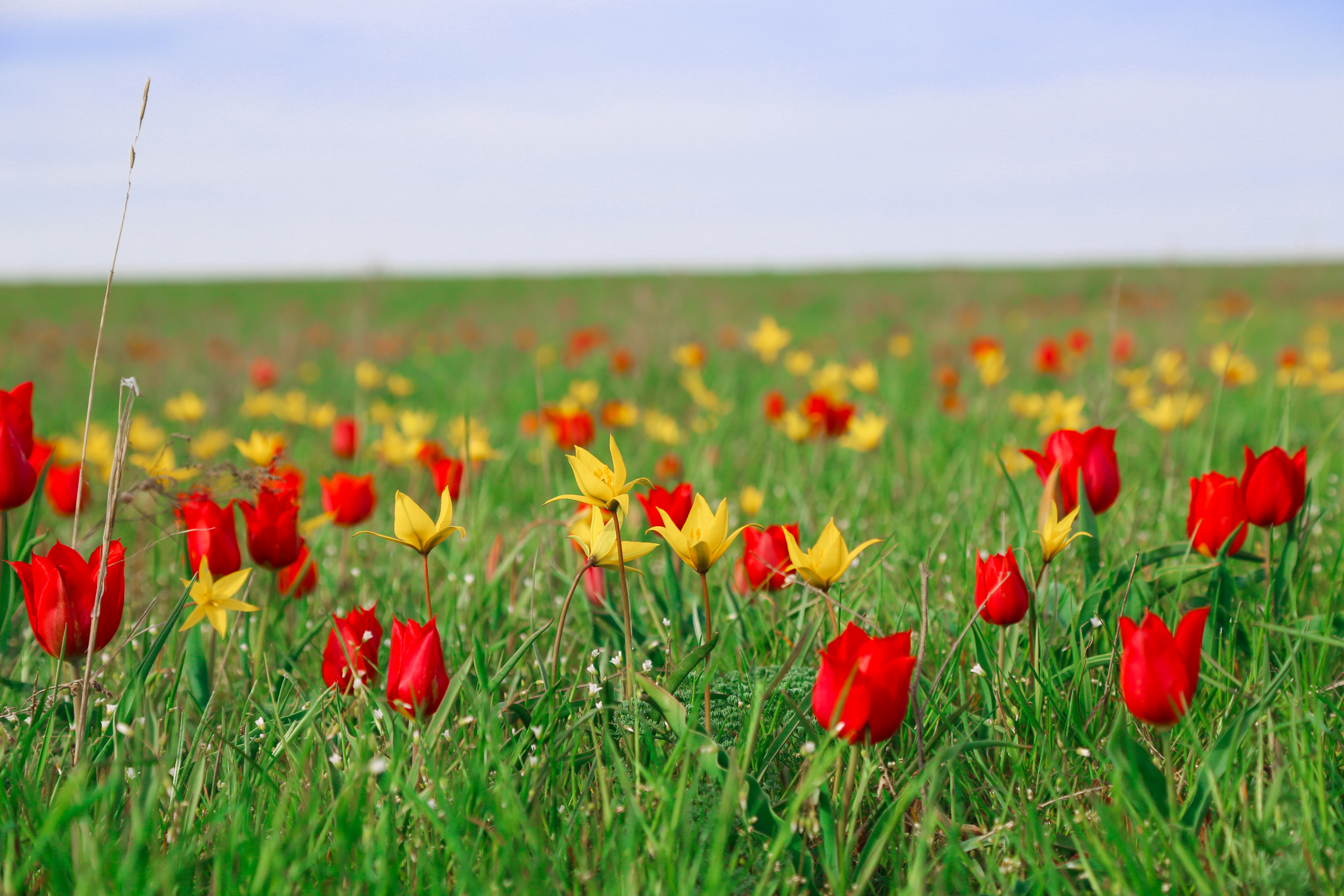
Un peuplement de Tulipa suaveolens entièrement rouge, mêlé avec des Tulipa sylvestris jaunes, oblast de Rostov.
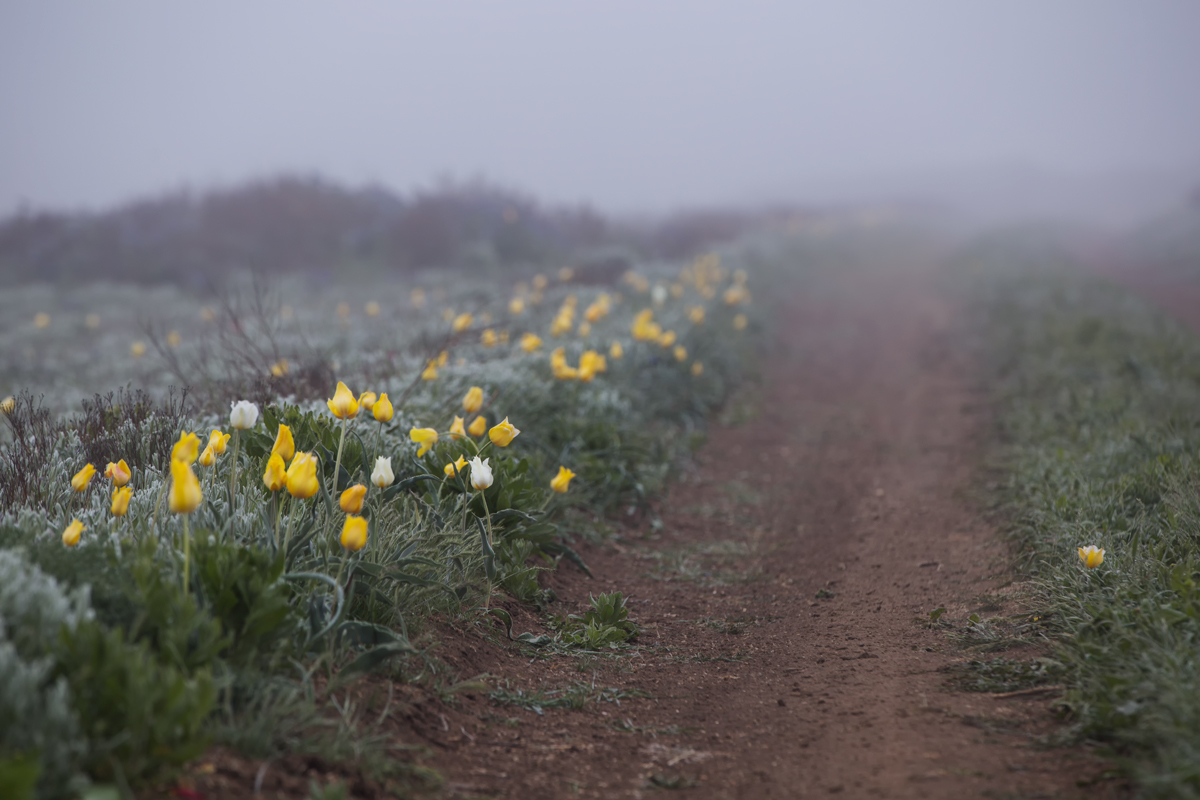
Un peuplement de Tulipa suaveolens jaune et blanc, Crimée.